# Nightcore
Nightcore je norská hudební kapela, která tvořila převážně v letech 2002–2003. Jejími členy členy jsou Thomas S. Nilsen a Steffen Ojala Søderholm. Od založení kapely v norské Altě v roce 2002 vyprodukovala dvojice pět hudebních alb, po roce 2003 se oba členové kapely vydali vlastní cestou. Roku 2011 znovusložená skupina odehrála koncert v Phoenixu.
Skupina se zabývala také úpravou již vzniklých singlů (zpočátku v programu Virtual DJ), pročež měla časté problémy s autorským zákonem. Jejich tvorba se zaměřovala především na žánr trance, se zakomponovanými prvky připomínající styl happy hardcore. Z hudby této kapely pak vznikl kultovní stejnojmenný podžánr nightcore, se spoustou vlastních derivací (nightstep, blue nightcore aj.).

## Alba
- Energized (2002)
- Summer edition 2002 (2002)
- L'hiver (2003)
- Caliente (2003)
- Sensaciòn (2003)